# Де Грот, Тео
Тео Йоханнес де Грот (нидерл. Theo Johannes de Groot; 26 сентября 1932, Амстердам — 3 декабря 2012) — нидерландский футболист, игравший на позиции центрального нападающего, выступал за команды «Аякс», «Би Квик», ЗФК, «Хелмондия».

## Карьера
Тео де Грот родился на севере Амстердама, жил недалеко от улицы Мосевелд, где был стадион футбольного клуба «Де Волевейккерс». Этот клуб стал первым в карьере де Грота, в возрасте тринадцати лет он перешёл в юношескую команду амстердамского «Аякса». Его друг и одноклубник Аренд ван дер Вел также оказался в составе «красно-белых».
Пять лет спустя де Грот дебютировал в первой команде в возрасте восемнадцати лет. Первый матч в чемпионате нападающий провёл 22 октября 1950 года против клуба НЕК. Встреча завершилась поражением «Аякса» — 2:1. В следующем туре Тео забил гол в ворота «Витесса». В дебютном сезоне он принял участие в четырёх матчах чемпионата. «Аякс» в течение сезона не претендовал на первое место и в итоге занял восьмое место в своей группе.
В следующем сезоне Тео получил больше игрового времени: в шестнадцати матчах он забил четырнадцать голов, став вторым бомбардиром команды после Ринуса Михелса. Амстердамцы выиграли свою группу и вышли в финальную часть чемпионата, но по итогам плей-офф заняли последнее четвёртое место. В общей сложности за четыре года де Грот принял участие в 30 матчах чемпионата Нидерландов, забив в них 21 гол.
Карьера молодого футболиста в «Аяксе» была прервана из-за военной службы. Попав в военно-воздушные силы, Тео был направлен на север страны, здесь он стал играть за клуб «Бе Квик» из Гронингена под руководством Ари де Врута. Пройдя необходимую подготовку, де Грот стал лётчиком-испытателем, служил на авиабазе Волкел в Брабанте. Позже выступал за клуб «Хелмондия», который располагался недалеко от его базы, и за команду ЗФК из Зандама. По условиям контракта Тео имел право только играть за клуб, но не тренироваться в её составе.
После того как Тео и его жена переехали жить в США, его футбольная карьера завершилась окончательно. В середине 1960-х годов он вернулся в Нидерланды. В 1992 году де Грот присоединился к команде бывших игроков «Аякса», которая именуется как «Лаки Аякс». С 1996 по 2011 год он был президентом клуба «Лаки Аякс».

## Личная жизнь
Отец — Питер де Грот, был родом из Риддеркерка, мать — Эйгье Бенард, родилась в Капелле-ан-ден-Эйсселе. Родители поженились в 1926 году в Капелле-ан-ден-Эйсселе, а в 1929 году переехали в Амстердам. В их семье было ещё двое детей: сын Йоханнес Симон и дочь Адрисантье.
Женился в возрасте двадцати восьми лет — его супругой стала 24-летняя американка Иоланда Гарсия, уроженка Корпус-Кристи. Их брак был зарегистрирован 20 мая 1961 года в Амстердаме. В 1955 году родился сын Яп, ставший спортивным журналистом.
Умер 3 декабря 2012 года.